# Endress+Hauser
Endress+Hauser – szwajcarska grupa firm działających w obszarze automatyki przemysłowej, założona w 1953 roku przez naukowca dr. Georga H. Endressa oraz bankiera Ludwiga Hausera. Jest  największym na świecie przedsiębiorstwem z branży automatyki procesowej, pozostającym własnością rodzinną. Aktualnie grupa Endress+Hauser posiada 22 zakłady produkcyjne ulokowane na całym świecie i zatrudnia  ponad 14.000 osób. Jej przychody roczne w  roku 2017 wyniosły ponad 2.2 mld EUR

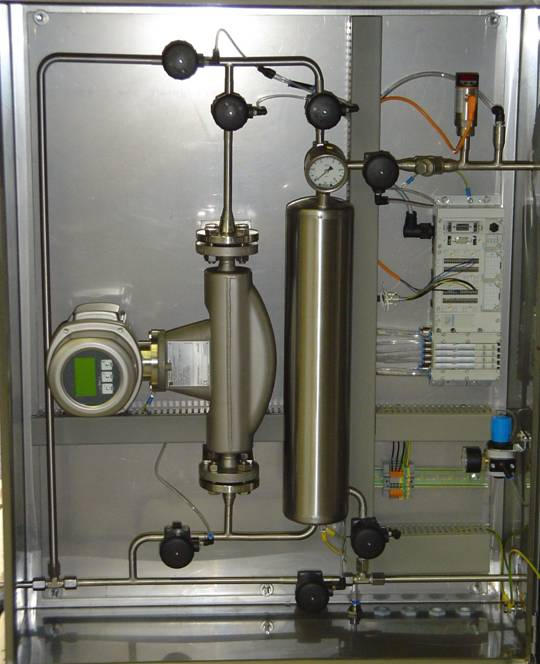
Analizator zawartości ekstraktu w piwie firmy Endress+Hauser

Program produkcji obejmuje urządzenia przeznaczone do:
- pomiaru poziomu cieczy i materiałów sypkich,
- pomiaru ciśnienia i różnicy ciśnień,
- pomiaru przepływu cieczy, pary i gazów,
- pomiaru temperatury,
- analizy fizykochemicznej cieczy I gazów (pomiar pH, tlenu, mętności, chloru, Fe, Si, Mn, barwy, wilgotności,  i wielu innych),

a także:
- rejestratory,
- komponenty AKP (zasilacze, separatory, wskaźniki, bariery iskrobezpieczne, itp.).
- systemy załadunku i rozładunku paliw płynnych i ciekłych gazów (tzw. intalacje pomiarowe do dynamicznego pomiaru ilości cieczy innych niż woda, zgodne z dyrektywą MID)
- systemy monitoringu zużycia mediów energetycznych (para, woda, gazy techniczne, energia elektryczna, paliwa, itp.)
- zbiorniki pomiarowe legalizowane wraz z oprzyrządowaniem pomiarowym (główne zastosowanie to media akcyzowe: paliwa, chemikalia, alkohole).